# Книга абака

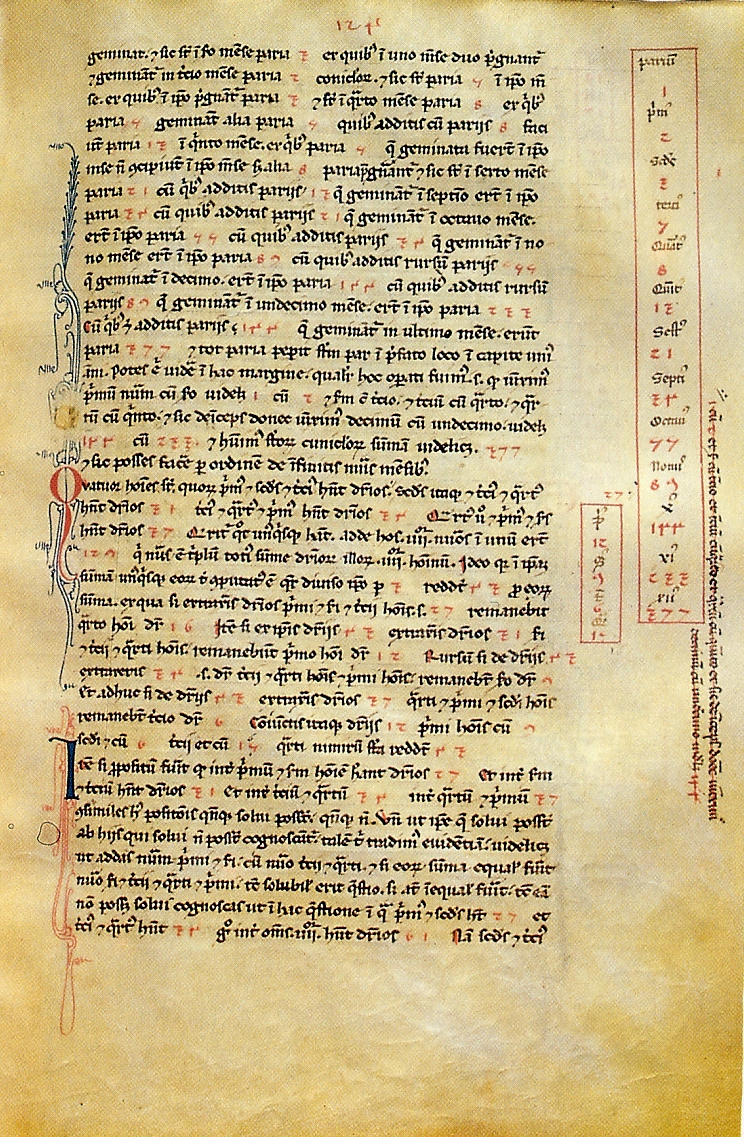
Сторінка з Книги абака

Книга абака (лат. Liber abaci) — головна праця Фібоначчі (Леонардо Пізанського), присвячена викладу і пропаганді десяткової арифметики. Книга вийшла в 1202 році, друге перероблене видання в 1228 році. До наших днів дійшло лише друге видання.
Абаком Леонардо Пізанський називав арифметичні обчислення.
Леонардо побував на сході і був добре обізнаний (за арабськими перекладами) з математичними досягненнями древніх греків та індійців. Він систематизував значну їх частину в своїй книзі. Книга Фібоначчі була написана простою мовою і розрахована на тих, хто займається практичним рахунком — в першу чергу торговців. Його виклад по ясності, повноті і глибині вище всіх античних і ісламських прототипів, і довгий час, до Декарта, був неперевершеним.

## Зміст
У творі 15 глав (книг).
Книга I вводить арабо-індійські цифри, одразу описує алгоритм множення (який в новій системі є простішим, ніж в старій римській) і показує, як перетворити числа зі старої системи в нову.
Варто відзначити, що Фібоначчі вводить як самостійне число нуль (zero), назва якого походить від zephirum, латинської форми «ас-сіфр» (порожній).
Книга II містить численні практичні приклади грошових розрахунків.
У книзі III викладаються різноманітні математичні задачі — наприклад, китайська теорема про залишки, досконалі числа, прогресії тощо
У книзі IV даються методи наближеного обчислення і геометричної побудови коренів та інших ірраціональних чисел.
Далі йдуть різноманітні застосування і рішення рівнянь. Частина завдань на підсумовування рядів. Для контролю обчислень по модулю наводяться ознаки подільності на 2, 3, 5, 9. Викладена теорія подільності, в тому числі найбільший спільний дільник і найменше спільне кратне.
Саме тут наводиться завдання про кроликів, що приводить до знаменитого ряду Фібоначчі.
Багато важливих завдань уперше відомі саме з книги Леонардо; проте навіть при викладенні класичних завдань він вніс багато нового. Методи розв'язання рівнянь часто оригінальні, по суті алгебраїчні, хоча символіка відсутня. У багатьох питаннях Леонардо пішов далі китайців. Фібоначчі, вперше в Європі, вільно оперує з від'ємними числами, тлумачачи їх в індійському стилі, як борг. Самостійно відкрив кілька чисельних методів (деякі з них, втім, були відомі арабам).

## Значення
«Книга абака» справила величезний вплив на поширення математичних знань в Європі, служила підручником, довідником і джерелом натхнення європейських вчених. Особливо неоціненна її роль у швидкому поширенні в Європі десяткової системи та індійських цифр.